# سهره‌نوک‌ها
سهره‌نوک‌ها (نام علمی: Spizixos) یک سرده از پرندگان گنجشک‌سان از خانواده بلبلان است.
این سرده دارای دو گونه است.
- سهره‌نوک کاکل‌دار (Spizixos canifrons)
- سهره‌نوک یقه‌دار (Spizixos semitorques)